# Relacions entre Ruanda i Corea del Nord
Relacions entre Ruanda i Corea del Nord (coreà 르완다-조선민주주의인민공화국 관계) es refereix a les relacions bilaterals històriques i actuals entre la República de Ruanda i Corea del Nord. Cap dels dos països manté una ambaixada en llurs respectives capitals
Durant la Guerra Freda, la majoria dels governs de Ruanda eren profundament anticomunistes. Malgrat això, la República Democràtica Popular de Corea mantingué relacions amistoses amb el país, i li proporcionà ajuda per al desenvolupament. Un exemple d'això és el desplegament d'un equip de Corea del Nord en 1978 i 1979 per ajudar a la posada en marxa de l'aqüicultura de carpa asiàtica a Ruanda.
Alguns membres del Front Patriòtic Ruandès podrien haver rebut entrenament militar a Corea del Nord en la dècada de 1980, mentre servien a l'exèrcit d'Uganda, segons els informes de premsa d'Uganda citats per Ogenga Otunnu.
Kagame, un líder rebel des de fa molt de temps, finalment va arribar al poder el 2000. Després de les eleccions presidencials a Ruanda el 2010, que va veure una victòria de Kagame amb el 93,08% dels vots, el govern de Corea del Nord va emetre un comunicat felicitant al President per la seva victòria.
Entre els punts destacats en l'Exposició Internacional de l'Amistat, un museu d'allotjament de regals presentats pels dignataris estrangers a Kim Il-sung i Kim Jong-il, hi ha un gran conjunt de llances tradicionals de Ruanda.